# Sainte-Colombe-sur-Guette

Sainte-Colombe-sur-Guette este o comună în departamentul Aude din sudul Franței. În 1 ianuarie 2022 avea o populație de 40 de locuitori.